# جوليو ماركيتي
جوليو ماركيتي (بالإيطالية: Giulio Marchetti)‏ هو مقدم تلفزيوني وممثل إيطالي، ولد في 9 يونيو 1911 في إسبانيا، وتوفي في 1 ديسمبر 1993 في إيطاليا.

## وصلات خارجية
- جوليو ماركيتي على موقع IMDb (الإنجليزية)
- جوليو ماركيتي على موقع ألو سيني (الفرنسية)
- جوليو ماركيتي على موقع أول موفي (الإنجليزية)
- جوليو ماركيتي على موقع قاعدة بيانات الأفلام السويدية (السويدية)
- جوليو ماركيتي على موقع قاعدة بيانات الفيلم (الإنجليزية)
- جوليو ماركيتي على موقع كينوبويسك (الروسية)